# Analysis and Applications
Analysis and Applications is een internationaal, aan collegiale toetsing onderworpen wetenschappelijk tijdschrift op het gebied van de
wiskundige analyse.
De naam wordt in literatuurverwijzingen meestal afgekort tot Anal. Appl.
Het wordt uitgegeven door World Scientific en verschijnt vier keer per jaar.
Het eerste nummer verscheen in 2003.